# Sparaxis elegans
Sparaxis elegans là một loài thực vật có hoa trong họ Diên vĩ. Loài này được (Sweet) Goldblatt miêu tả khoa học đầu tiên năm 1969.